# クロロギ酸
クロロギ酸（クロロギさん、chloroformic acid）は、化学式ClCOOHで表される化合物である。炭酸 (H2CO3) のハロゲン化アシルに相当する。さらにもう一回ハロアシル化したものはホスゲン (ClC=OCl) に相当する。クロロギ酸の構造はギ酸 (HCOOH) の水素原子を塩素原子に置き換えたものである。英名が似ているクロロホルム (chloroform) とは全く別の化合物である。
クロロギ酸そのものは不安定で扱いにくいが、エステル化物であるクロロギ酸エステルは比較的安定であり、有機合成化学において重要な試薬となっている。例えば、ペプチド合成で酸無水物と共に使われる。ほかのハロゲン化アルキルと同様にアルキル化剤となる。
重要なクロロギ酸にはクロロギ酸4-ニトロフェニル、塩化フルオレニルメチルオキシカルボニル、クロロギ酸ベンジルおよびクロロギ酸エチルが挙げられる。